# Pseudotriccus
Pseudotriccus är ett fågelsläkte i familjen tyranner inom ordningen tättingar.

## Arter i släktet
Släktet omfattar tre arter med utbredning från Colombia till Bolivia:
- Bronspygmétyrann (P. pelzelni)
- Brunpannad pygmétyrann (P. simplex)
- Rödhuvad pygmétyrann (P. ruficeps)

## Familjetillhörighet
Släktet behandlas vanligen som en del av familjen tyranner. Vissa taxonomiska auktoriteter har dock valt att dela upp tyrannerna i flera familjer efter DNA-studier som att tyrannerna består av fem klader som skildes åt redan under oligocen. Pseudotriccus förs då till familjen Pipromorphidae.